# HD 33636
Désignations
HD 33636 est une naine jaune chimiquement particulière située à ~96 a.l. de la Terre dans la constellation d'Orion. L'étoile se situe dans un système binaire avec une naine rouge de faible masse.  

## Naine jaune
HD 33636 est une naine jaune similaire au Soleil dans ses caractéristiques physiques. Les mesures de plusieurs télescopes suggèrent que son rayon est de 0,97 ± 0,01 R☉, sa luminosité est de 1,08 ± 0,003 L☉ et sa température de surface est de 5 979 ± 28 K. Elle est aussi légèrement plus jeune, avec un âge estimé à 2,5 ± 1,1 milliards d'années. Sa masse, estimée à partir des relevées du télescope spatial Hubble, est de 1,02 ± 0,03 M☉. Elle est une étoile chimiquement particulière, en effet, elle montre une surabondance de carbone et d'hélium. Sa métallicité est assez faible, tournant autour d'une teneur en métaux de [Fe/H] = -0,11 ± 0,4. Des observations en infrarouge ont relevé plusieurs phase d'activité (17 au total) dans la chromosphère de l'étoile.

## Naine rouge
En 2002, un objet stellaire est découvert par méthode des vitesses radiales grâce au spectrographe UCLES, installé sur le télescope anglo-australien. Au début pris pour une exoplanète en raison de sa fausse estimation de masse (les mesures donnaient une masse de 10,5 MJ), l'objet sera provisoirement nommé HD 33636b en raison de la désignation des exoplanètes. 
Une étude faite avec le télescope spatial Hubble montrera qu'il s'agit d'une naine rouge de faible masse. Son type spectral M6V suggère que sa température ne dépasse pas les 3 500 K et que sa photosphère est composée de métaux et monoxyde de titane. D'autres mesures bien plus précises faites à partir des données du télescope spatial Hubble donnent une masse plus cohérente de 0,14 ± 0,01 M☉ (équivalent à 142 ± 11 MJ) ainsi qu'un type spectral M6V, montrant que l'objet est bien une naine rouge.
Les mesures sur le déplacement de la naine rouge suggèrent que sa période de révolution est de 5,797 ans, ce qui corrélé avec la troisième loi de Kepler montre que la naine rouge orbite à 3,27 UA de sa compagne,